# Jill Hammersley

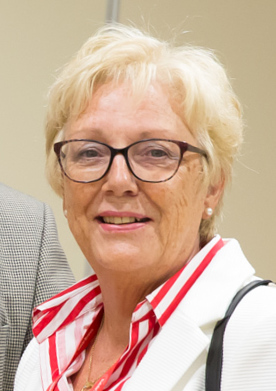
Jill Hammersley

Jill Hammersley (Carshalton, 6 december 1951) is een voormalig Engels tafeltennisster. Ze speelde vijf keer de finale van de Europa Top-12, waarvan ze er drie won. In 1976 werd ze tevens Europees kampioene door in de finale Maria Alexandru te kloppen.
Hammersly was een van de grootste rivalen van Bettine Vriesekoop. Zij stonden tegenover elkaar in de finales van de Europese Top-12 van 1978, 1980, 1981 en 1982. De Engelse won de eerste drie ontmoetingen. Ze ontmoeten elkaar opnieuw in de EK-finale van 1982, waarin Vriesekoop voor de tweede keer dat jaar de sterkste was. Hammersly speelde in 1977 haar eerste Europa Top-12 finale, maar verloor deze van Beatrix Kisházi.

## Erelijst
- Winnares Europa Top-12 1978, 1980 en 1981, verliezend finaliste in 1977 en 1982
- Europees kampioene enkelspel 1976, verliezend finaliste in 1978 en 1982
- Europees kampioene dubbelspel 1976 (met Linda Howard), verliezend finaliste 1972
- Engels kampioene 1973, 1974, 1975, 1976 en 1978
- Winnares Commonwealth kampioenschappen enkelspel 1971, 1973 en 1975
- Winnares Commonwealth kampioenschappen dubbelspel 1973 (met Susan Howard) en 1975 (met Linda Jarvis-Howard)
- Winnares Commonwealth kampioenschappen landenploegen 1971, 1973 en 1975 (met Engeland)
- Brons WK dubbelspel 1973 (met Beatrix Kisházi)